# Штабной колледж в Кемберли
Штабной колледж в Кемберли — военное учебное заведение для подготовки работников штабов Британской армии и Армии президентств Британской Индии (позднее объединённых в Индийскую армию). Истоки училища восходят к Королевскому военному колледжу в Хай-Вайкомб, основанному в 1799 году, который в 1802 году стал Высшим департаментом новообразованного Королевского военного училища. В 1858 году название «Старший департамент» (англ. Senior Department) было изменено на «Штабной колледж», а в 1870 году он был выделен из Королевского военного училища в самостоятельное учреждение. Кроме периода закрытия на время крупных войн, Штабной колледж работал постоянно до 1997 года, когда был включён в состав нового Объединённого командно-штабного колледжа. Эквивалентом Штабного колледжа в для Королевского флота был Королевский военно-морской штабной колледж в Гринвиче, для Королевских ВВС — Штабной колледж Королевских ВВС в Брэкнелле (оба вошли в состав объединенного колледжа).

## Происхождение

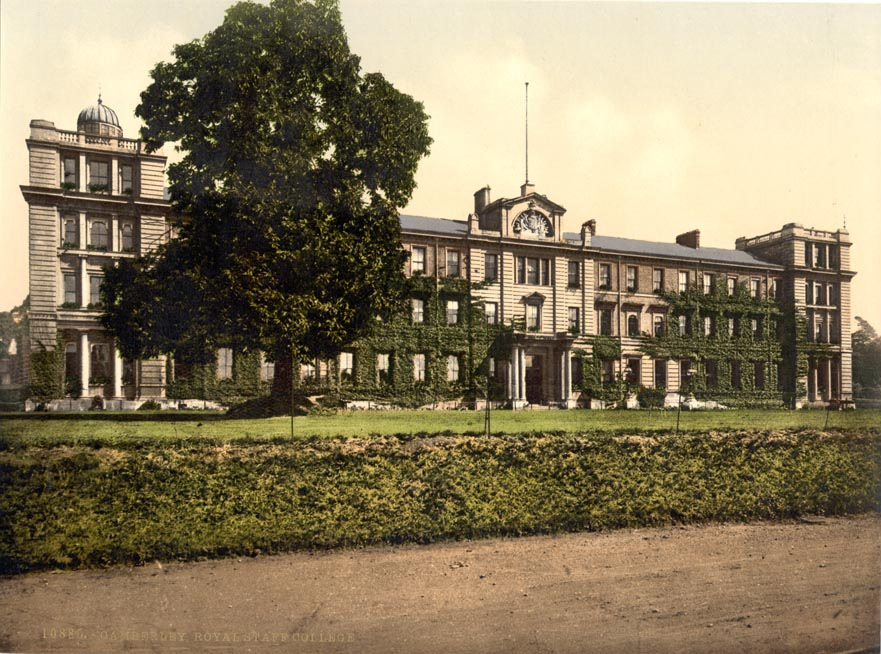
Старая фотография колледжа

В 1799 году полковник Джон Ле Маршан представил герцогу Йоркскому, главнокомандующему Британской армии, предложение о создании Королевского военного училища. Частная школа подготовки старших и штабных офицеров, идея которой содержалась в предложении, была открыта Ле Маршаном в том же году в Антилоп-Инн (Хай-Вайкомб). Она была названа Королевский военный колледж в Хай-Вайкомбе. Первым комендантом колледжа стал сам Ле Маршан. Это учреждение получило официальный статус по королевскому ордеру 1801 года. Оно было утверждено в качестве старшего департамента Королевского военного училища, которое открылось в 1802 году в Грейт-Марлоу. Ле Маршан был назначен лейтенант-губернатором и суперинтендант-генералом колледжа.
Курс обучения был рассчитан на два года. В 1808 году он был выделен в качестве программы обучения старших и штабных офицеров. До 1858 года студенты были обязаны платить за учебу. В 1813 году департамент переехал в здание на Западной улице в Фарнеме (Суррей), а в 1820 получил помещения в здании младшего департамента (где будущие офицеры проходили начальное обучение) в Сандхерсте.

## Упадок, обособление и возрождение
В середине XIX века колледж переживал спад, и к 1857 году число принятых студентов сократилось до шести. В 1858 году название департамента было изменено на Штабной колледж (Staff College), а в 1870 году он стал независим от Королевского военного училища. В колледже появились свой комендант и адъютант, хотя его деятельность оставалась в ведении училища в Сандхерсте до 1911 года. Однако теперь поступление и выпуск сопровождались соответствующими экзаменами, и основное внимание уделялось преподаванию военных дисциплин. В 1858 году было получено разрешение на строительство нового здания, которое было возведено между 1859 и 1863 годами по проекту Джеймса Пеннеторна на соседнем с Королевским военным училищем участке, но за границе графства, в Кемберли. В 1870-х годах в колледже обучалось всего 40 человек, хотя к 1880 году численность возросла до 60 студентов.
В 1903 году к обучению впервые были допущены офицеры колониальных войск, а в 1905 году — морские офицеры. Колледж был полностью реконструирован в 1938 году, в Кемберли появилось крыло для молодых офицеров средним возрастом 29 лет, а в Майнли-Мэнор (Фарнборо) открылось крыло для выпускников возрастом около 35 лет.
В Штабном колледже обучался ряд офицеров Армии обороны Израиля, в том числе в 1952/53 годах Ицхак Рабин. В 1994 году было объявлено, что училище вскоре заменит новый Объединённый командно-штабной колледж. В 1997 году Штабной колледж вошёл в состав новой военной академии вместе с Королевским военно-морским штабным колледжем, Штабным колледжем Королевских ВВС, а также Объединённым колледжем служб Министерства обороны.